# スバル・R2
R2（アールツー、SUBARU R2）は、富士重工業（現・SUBARU）が2003年から2010年まで生産・販売していた軽自動車である。

## 初代 RC系（2003年 - 2010年）

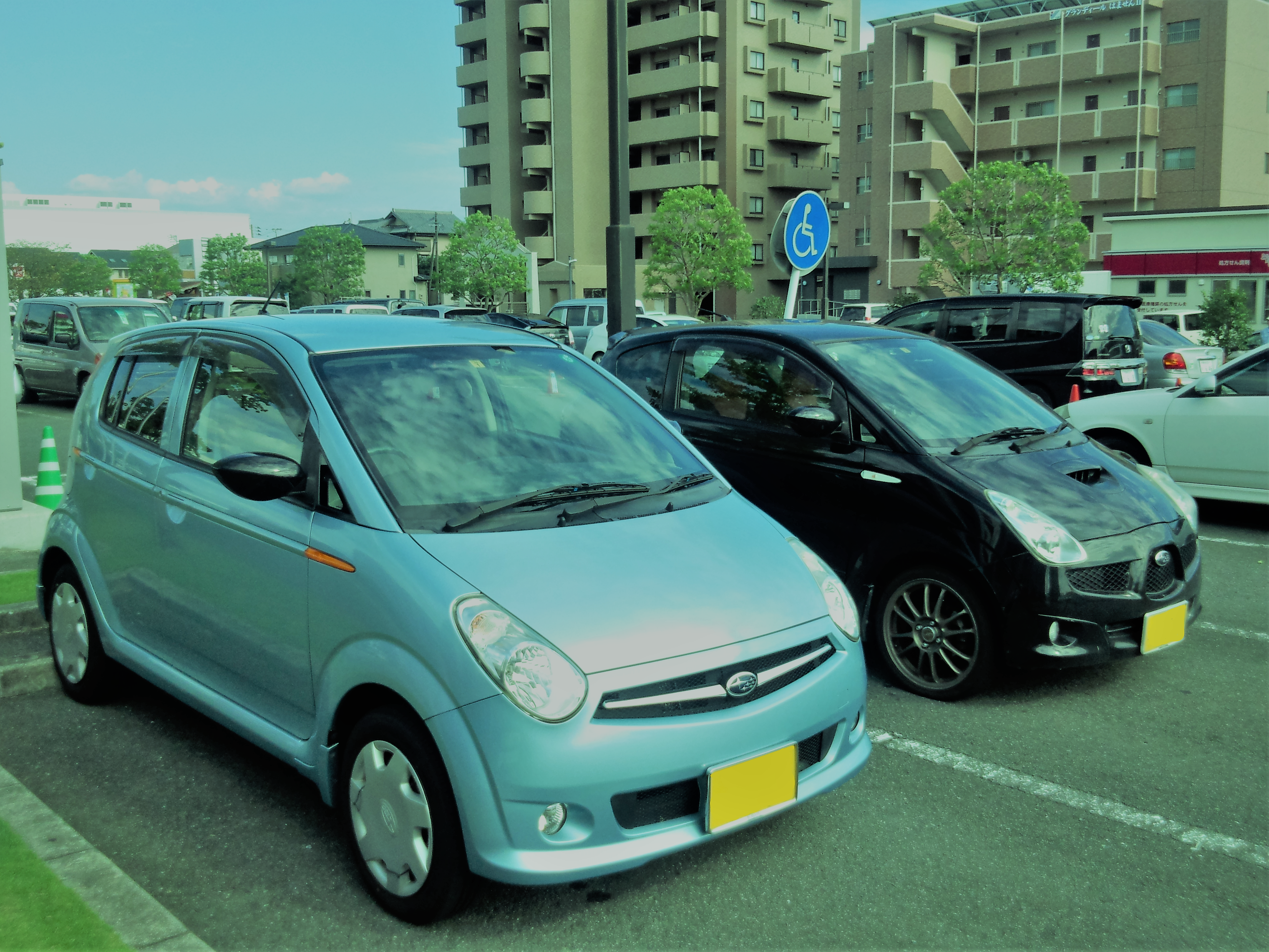
フロント側から見たR1（右）とR2（2005年11月改良型）の比較

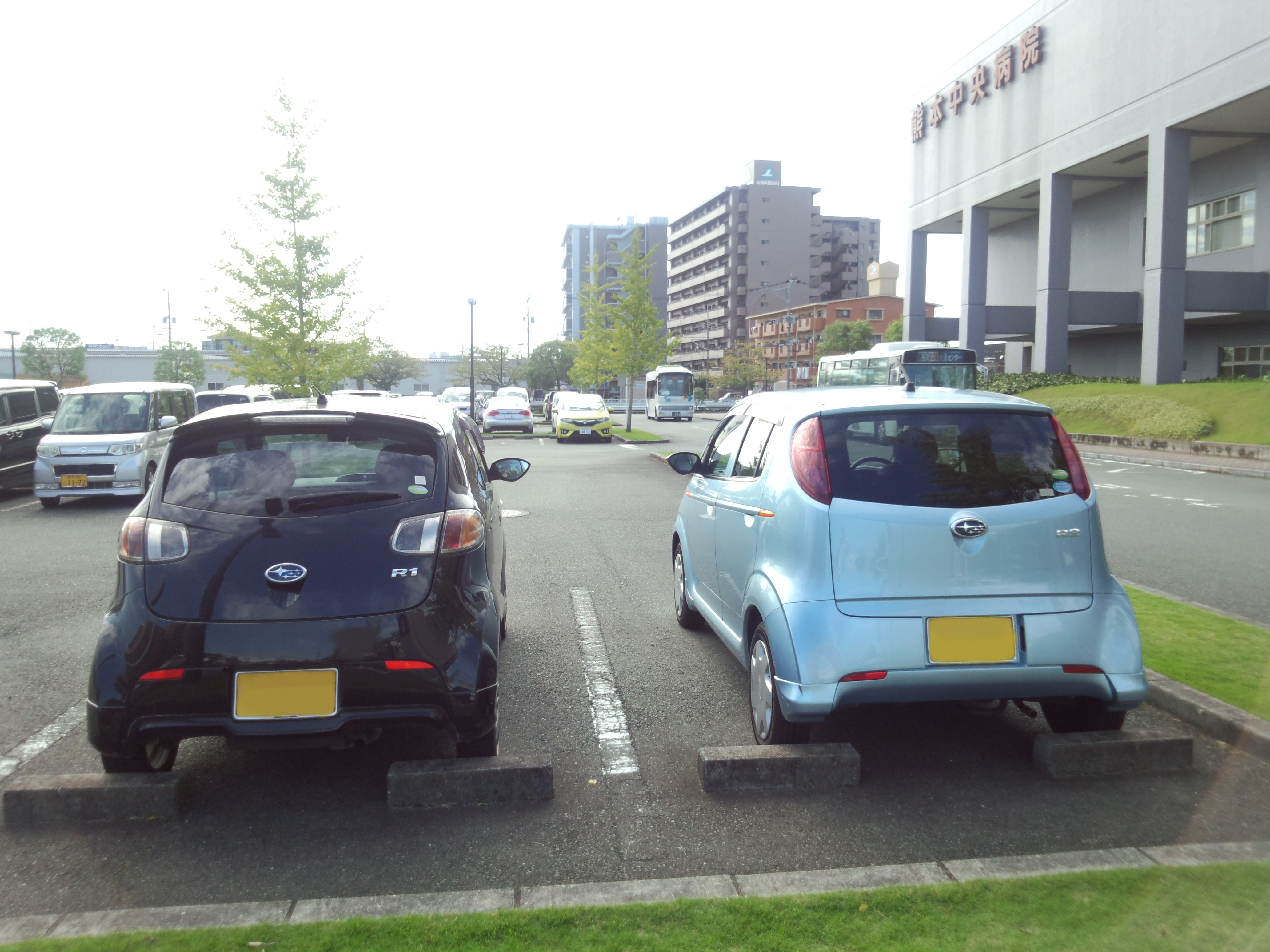
リア側から見たR1（左）とR2（2005年11月改良型）の比較

2003年12月8日発売。キャッチコピーは「新しいミニカーのカタチ」。CMキャラクターには当初、UAが起用された。女性をメインターゲット層と定め、発表当時は居住性を重視した軽トールワゴンが主流となっていた中で、居住性よりもデザインや走行性能を重視した点が特徴であった。
ボディタイプは5ドアハッチバック（いわゆる軽セダン）のみ。搭載されるエンジンはいずれも660 cc直列4気筒で、SOHC 8バルブ自然吸気のほか、連続可変バルブ機構（AVCS）付DOHC 16バルブ自然吸気およびインタークーラー付DOHC 16バルブスーパーチャージャーの3種類を設定。スーパーチャージャー搭載グレードとSOHCエンジン搭載の4WD・5MT車を除くグレードは、「環境対応車普及促進税制」に適合し、DOHCエンジンを搭載するグレードの燃費は24.5 km/L（10・15モード、2WD車）と「平成22年度燃費基準+25%」を達成する高い燃費性能を持つ。トランスミッションはスーパーチャージャー搭載グレードはマニュアルモード付き7速CVT、自然吸気エンジン搭載グレードはCVTおよび一部5速MTの設定がある。駆動方式は前輪駆動または四輪駆動。サスペンションは前L型ロアアーム・ストラット式、後デュアルリンク・ストラット式四輪独立懸架。目標月間販売台数は8,000台。スバルの新しいデザインシンボルとして、「スプレッドウィングスグリル」と名付けられた航空機をモチーフとしたデザインのフロントグリルを備え、バックドアオープナーには当時のスバル車で最も大きなサイズの六連星エンブレムが使われた。グレード構成は「i」、「R」、「S」の3グレードで、価格は86万円（iグレード、2WD）から140万円（Sグレード、AWD）であった。
2004年6月、特別仕様車「i+」が発売された。同年11月に一部改良が行われ、グレードと特別仕様車が追加された。フロントバンパーのデザインが変更された。「S」はさらに、アルミホイールとマフラーカッターも変更された。また、前席ヘッドレストは視認性と後面衝突による頚部への被害軽減を目的に小型・高剛性化されたほか、後部のルーフトリムの形状も変更された。「R」のi-CVT車にはインジケーターの点灯により低燃費運転を支援する「Info-Eco」が追加された。ボディカラーの「クリームイエロー・パール」を「トパーズイエロー」に差し替えられた。また、基本性能を充実させたグレード「i Casual」を追加すると共に、簡素なデザインの専用フロントバンパーなどを装備した特別仕様車の「Custom」が追加された。
2005年6月、特別仕様車「Utility Package」と「Custom TypeS」が追加された。「Utility Package」は、助手席マルチユーティリティシート、撥水加工を施したシート表皮、スマートキーレスシステム、MD/CDプレーヤー&AM/FMチューナーなどを装備し、機能性・快適性を高められている。「Custom typeS」は、専用フロントバンパー・グリル、エレクトロルミネセントメーター、本革巻ステアリングホイール・シフトノブ、アルミパッド付スポーツペダルなどを装備したよりスポーティ性の高い仕様であった。同年11月、一部改良が行われ、グレードの追加と特別仕様車「Refi（レフィ）」の追加が行われた。外観は「スプレッドウイングズグリル」から特別仕様車であった「Custom」のバンパーを流用したフロントグリルに変更された。また後席窓の天地方向が拡大され、より大きな開閉面積を確保するため分割化されるなどデザインの変更が行われた。同時にスポーティグレードの「Type S」が追加された。特別仕様車「Refi」は肌にやさしい快適空間を整える専用装備などを装備していた。
2006年4月、 特別仕様車「Refi Limited」が追加された。インテリアショップ「アクタス」監修の元、リラクシングブルーの専用内装色やナチュラルウッド調のインパネを装備したほか、SUBARUアロマティックブレイク（リラクシングムード）&ディフューザーセットも装備されている。同年11月、一部改良が行われ、特別仕様車「Refi Bitter selection」が追加された。i-CVTの変速制御の最適化による燃費向上が図られたほか、スーパーチャージャーエンジンの燃料がハイオクガソリン仕様からレギュラーガソリン仕様に変更された。新色として「ダークグレー・メタリック」が追加された。特別仕様車「Refi Bitter selection」は、既存の「Refi」をベースに、アミノ酸シートや花粉対応フィルター付エアコンなどの快適装備が追加された。「Refi Bitter selection」にはボティカラーに新色の「モカブロンズ・パールメタリック」、ステラで設定されている「ダークバイオレット・パール」が追加された。
2007年6月の一部改良では、低価格モデルの「i」が「F」に差し替えとなり、「F」を基本に実用装備を施した「F+」が新たに追加、新ボディ色として、アジュールブルー・パール、ベリールージュ・パール、プレミアムシルバー・メタリック、フロストホワイトが追加された。また、「type S」には、シート色とコーディネートしたレッドの本革巻きステアリングホイールなどが設定された。なお、「Refi」は特別仕様車からカタロググレードとなった。
2008年1月、特別仕様車「Refi Bitter selection」（2006年11月発売）が再発売された。新たに、ミュージックCD サーバー&ウェルカムサウンドオーディオやオートエアコンを追加し、快適性能を高められた。同年6月に一部改良が行われ、「Refi Bitter selection」に装備されていたミュージックCDサーバ&ウェルカムサウンドオーディオを「type S」に標準装備、「R」と「Refi」にメーカーオプション設定した。また、ボディ色に「モカブロンズ・パールメタリック」と「スターリングシルバー・メタリック」が追加された。同年8月、スバル発売50周年記念特別仕様車「FAVORITE Edition」が追加された。「F+」をベースに、EBD・ブレーキアシスト付4センサー・4チャンネルABSやオートエアコン、スマートキーシステム、インテグレーテッドCDプレーヤー&AM/FMチューナー等を装備し、安全性と快適性能を高められた。
2009年11月、「F+」をベースに、ブラックで統一された内装と花粉対応フィルター付オートエアコン、スマートキーレスシステムなどを装備した特別仕様車「Smart Selection」が設定された。

### 年表
- 2003年（平成15年）
  - 10月 - 第37回東京モーターショーに参考出品[14]。
  - 12月8日 - 発売[2]。
- 2004年（平成16年）
  - 6月30日 - 特別仕様車「i+」が発売された[7]。
  - 11月 - 2005年次RJCカー・オブ・ザ・イヤー特別賞ベスト軽自動車を受賞。
  - 11月29日 - 一部改良。
- 2005年（平成17年）
  - 6月14日 - 特別仕様車「Utility Package」と「Custom TypeS」が追加された。
  - 11月24日 - 一部改良・グレード追加および特別仕様車「Refi」が追加された。
- 2006年（平成18年）
  - 4月24日 - 特別仕様車「Refi Limited」が追加された。
  - 11月15日 - 一部改良および特別仕様車「Refi Bitter selection」が追加。
- 2007年（平成19年）6月12日 - 一部改良。
- 2008年（平成20年）
  - 1月15日 - 2006年11月発売された特別仕様車「Refi Bitter selection」が再発売された。
  - 6月12日 - 一部改良。
  - 8月4日 - スバル発売50周年記念特別仕様車「FAVORITE Edition」が追加された。
- 2009年（平成21年）11月4日 - 特別仕様車「Smart Selection」が追加された。
- 2010年（平成22年）
  - 3月12日 - スバル公式サイトの発表では2010年3月14日で受注終了の予定であったが、同日付けで受注終了[15]。生産台数は13万3833台[16]
  - 8月未明 - 流通在庫分の登録を全て完了し、販売終了。

## 車名の由来
『R2』という記号的な名称により、従来の軽自動車と比べて一線を画する価値観を表現している。